# Agrypon nigantennum
Agrypon nigantennum är en stekelart som beskrevs av Wang 1988. Agrypon nigantennum ingår i släktet Agrypon och familjen brokparasitsteklar. Inga underarter finns listade i Catalogue of Life.